# Código de área 319

Códigos de área para el estado de Iowa, Estados Unidos, con el código de área 319 en rojo.

El Código de área 319 es el prefijo telefónico norteamericano para la parte sur-oriental y central-oriental del estado de Iowa, Estados Unidos.
El prefijo fue establecido en el Plan de Numeración Telefónica de Norteamérica (en inglés: North American Numbering Plan o NANP) del año 1947 y cubría en ese momento el tercio oriental del estado. Ante la creciente necesidad en los años 1990 de nuevos números por el aumento del uso de teléfonos móviles y otros dispositivos de comunicación, se decidió en 2000 implantar un nuevo prefijo telefónico en esta área. En un principio se pensó en una superposición, (en inglés: overlay), del nuevo código en el área del antiguo, pero finalmente se optó por una división, (en inglés: split), del área. De esta manera localidades como Bettendorf, Clinton, Davenport, Decorah o Dubuque pasaron a ser servidas por el nuevo prefijo 563, mientras que otras como Burlington, Cedar Falls, Cedar Rapids, Oelwein, Fort Madison, Iowa City, Keokuk o Waterloo se mantuvieron en el área del prefijo 319. El cambio comenzó a ser operativo en marzo de 2001 y obligatorio en diciembre de 2001.